# Horní Vilímeč
Horní Vilímeč (německy Ober Wilimetsch) je malá vesnice, místní část města Počátky a katastrální území o rozloze 4,04 km2 v okrese Pelhřimov. Nachází se 2,5 km na jihovýchod od Počátek.
Prochází tudy železniční trať Havlíčkův Brod - Veselí nad Lužnicí a silnice II/409. V roce 2009 zde bylo evidováno 37 adres. V roce 2001 zde trvale žilo 63 obyvatel.
Samotná zástavba vsi leží na Moravě, stejně jako téměř celý katastr, k němuž však byl v období komunistického režimu připojen jihovýchodní výběžek sousedního katastrálního území Počátky.
Do roku 1960 byl Horní Vilímeč samostatnou obcí.

## Další fotografie

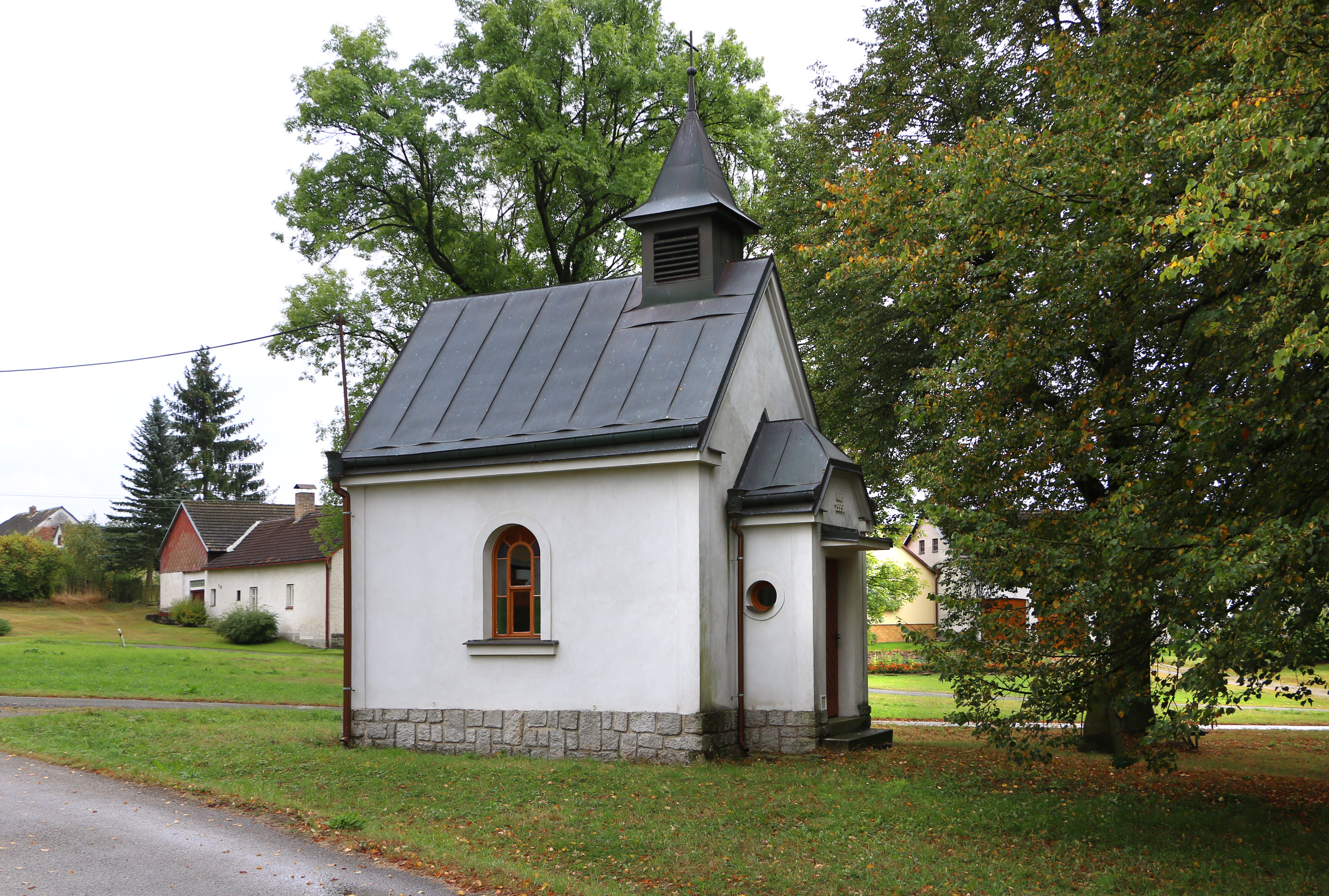
Kaple pod stromy
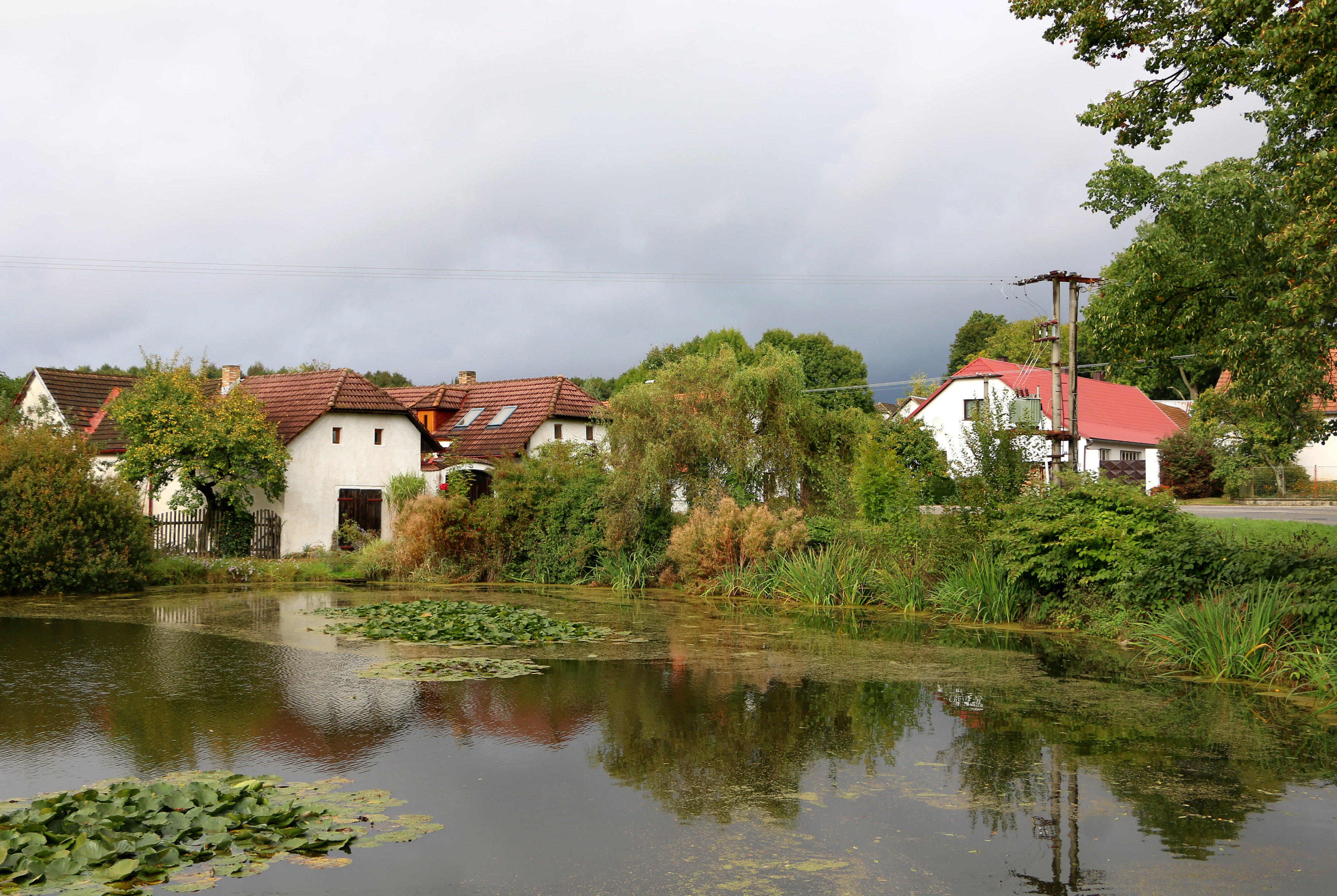
Rybník na návsi
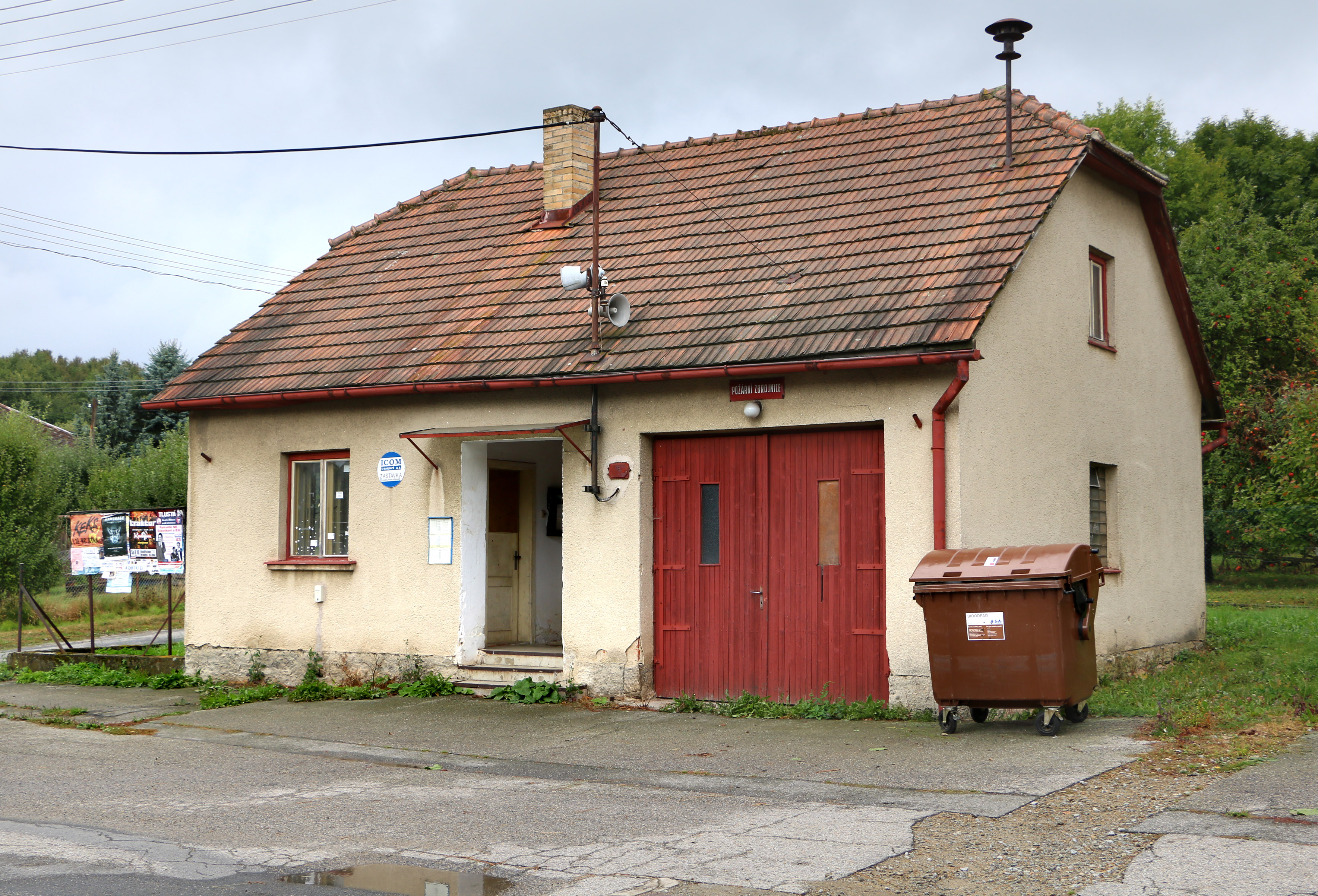
Hasičárna
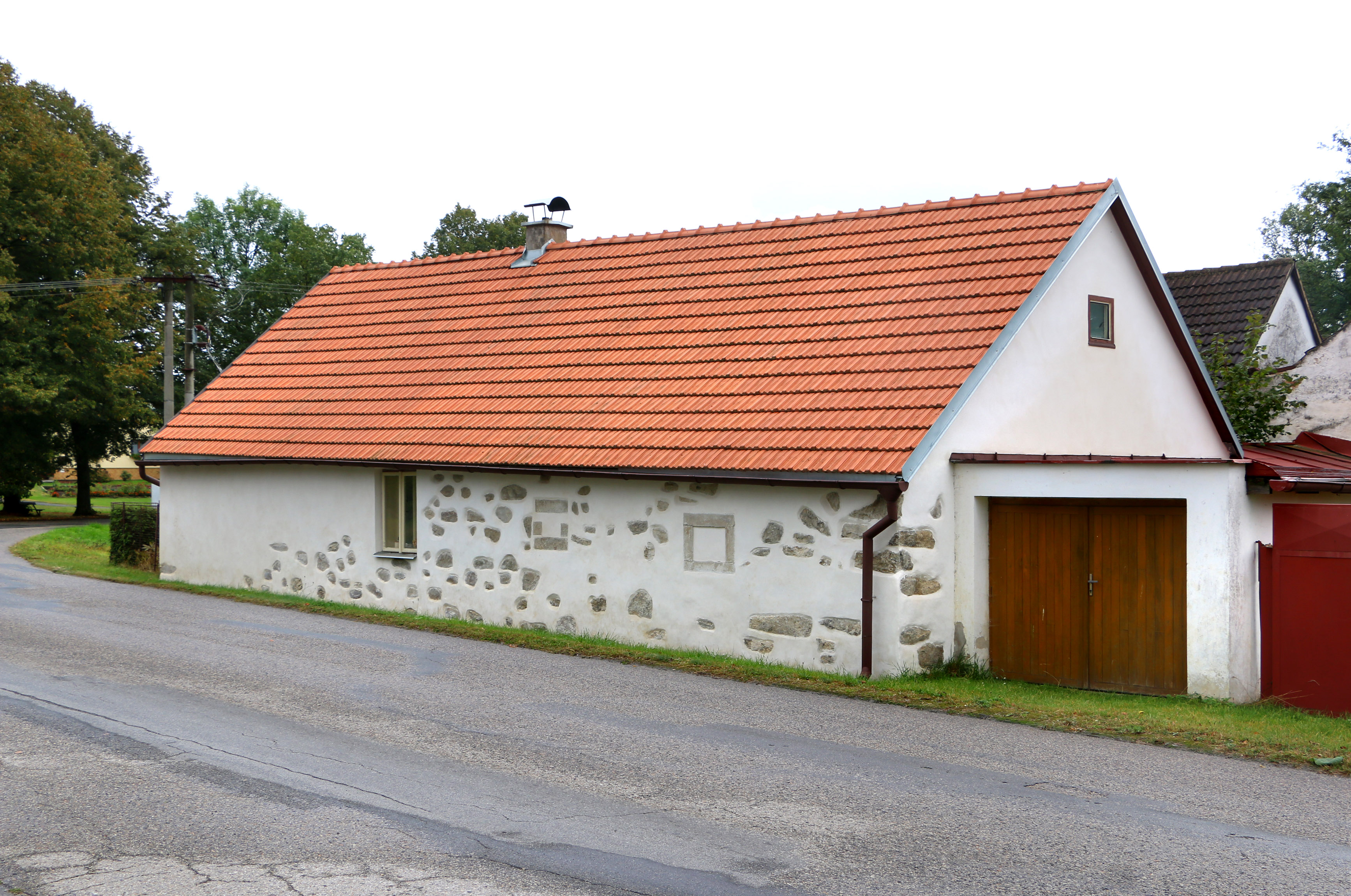
Dům čp. 11